# Crotalus polystictus
Crotalus polystictus är en ormart som beskrevs av Cope 1865. Crotalus polystictus ingår i släktet skallerormar, och familjen huggormar. IUCN kategoriserar arten globalt som livskraftig. Inga underarter finns listade i Catalogue of Life.
Arten förekommer i bergstrakter och på högplatå i centrala Mexiko. Utbredningsområdet ligger 1450 till 2600 meter över havet. Honor lägger inga ägg utan föder levande ungar.